# Айчівський водогін

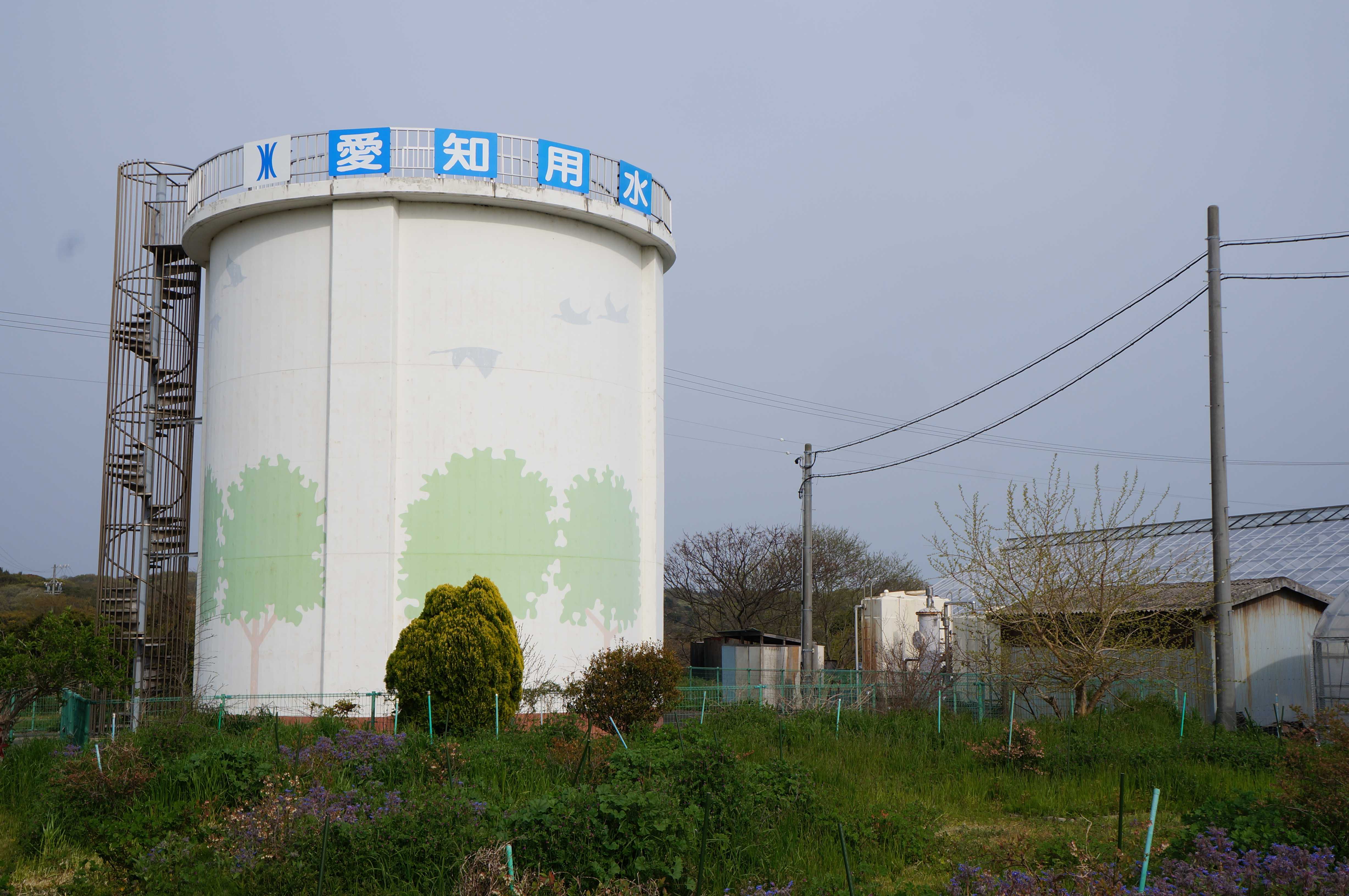
Водяна башта водогону (Міхама, Айті).

А́йчівський водогі́н (яп. 【愛知用水】, あいちようすい) — штучний водогін у Японії, в префектурах Айті та Ґіфу. Несе воду з середнього басейну річки Кісо (річка Отакі, притока Кісо) через східну частину Міно-Оварійської рівнини (Айті, Ґіфу) до півострова Чіта (Айті). Використовується для агропромислових робіт. Протяжність — 113 км. Збудований 1961 року. Також — Айтівський акведук.

## Опис
Планування будівництва водогону розпочалося у 1951 році із залученням позики Світового банку у 3,6 мільярдів доларів США та інвестицій США у 7 мільйонів доларів. Роботи розпочалися у 1955 і завершилися у 1961 році. Водогін пустили в експлуатацію у серпні 1961 року. Довжина його основної частини склала 113 км, а довжина малих водогонів-відгалужень, що зрошують поля, — 1012 км. Окрім цього вода постачалася гідроелектростанціям і підприємствам. На початку XIX століття водогоном керує приватна організація Японська агенція води.
Пролягає через такі населені пункти
- Префектура Айті:

міста Інуяма, Офу, Оварі-Асахі, Касуґай, Карія, Комакі, Сето, Охама, Чіта, Токай, Токонаме, Тойота, Наґакуте, Наґоя, Нішшін, Ханда, Мійоші;
містечка Акубі, Оґучі, Такетойо, Хіґашіура, Мінамі-Чіта, Міхама.
- Префектура Ґіфу:

Кані, Мітаке